# Nyctemera philippinensis
Nyctemera philippinensis là một loài bướm đêm thuộc phân họ Arctiinae, họ Erebidae.